# ولکا بیتش
ولکا بیتش (به چکی: Velká Bíteš) یک منطقهٔ مسکونی و شهرستان دارای شهرک سابقاً روستا در جمهوری چک است که در شهرستان ژدار ناد سازاوو واقع شده‌است.
 ولکا بیتش  ۵٬۰۶۴ نفر جمعیت دارد.